# Anna Friel
Anna Louise Friel (Rochdale, 12 luglio 1976) è un'attrice britannica.

## Biografia

### Carriera
La sua carriera d'attrice decolla in patria nei primi anni 1990, con l'interpretazione di Beth Jordache nella soap opera di Channel 4 Brookside; nei suoi panni svecchia il concetto di televisione, con il primo bacio lesbo sul piccolo schermo. Dopo aver lasciato Brookside partecipa alla produzione teatrale Closer.
Da allora, è apparsa in film come Rogue Trader affiancata da Ewan McGregor, in film di David Leland come The Land Girls - Le ragazze di campagna dove recita assieme a Rachel Weisz e Catherine McCormack, e Sogno di una notte di mezza estate con Michelle Pfeiffer.

### Vita privata
Dal 2001 al dicembre del 2010 ha convissuto con l'attore David Thewlis; i due hanno avuto una figlia, Gracie, nata il 9 luglio 2005 a Londra. In seguito dal 2011 al 2014 è stata legata al collega Rhys Ifans.

## Filmografia

### Cinema
- The Stringer, regia di Paweł Pawlikowski (1998)
- The Land Girls - Le ragazze di campagna (The Land Girls), regia di James Dearden (1998)
- Tutto per amore (St. Ives), regia di Harry Hook (1998)
- Sogno di una notte di mezza estate (Midsummer Night's Dream), regia di Michael Hoffman (1999)
- Rogue Trader, regia di James Dearden (1999)
- Mad Cows, regia di Sara Sugarman (1999)
- Sunset Strip, regia di Adam Collis (2000)
- Salvi per un capello (An Everlasting Piece), regia di Barry Levinson (2000)
- The War Bride, regia di Lyndon Chubbuck (2001)
- Me Without You, regia di Sandra Goldbacher (2001)
- Last Rumba in Rochdale, regia di John Chorlton – cortometraggio (2002) – voce
- Timeline - Ai confini del tempo (Timeline), regia di Richard Donner (2003)
- Goal!, regia di Danny Cannon (2005)
- Irish Jam, regia di John Eyres (2006)
- Niagara Motel, regia di Gary Yates (2006)
- Goal II - Vivere un sogno (Goal! 2: Living the Dream), regia di Jaume Collet-Serra (2007)
- Rubbish, regia di Ed Roe e Dougal Wilson – cortometraggio (2007)
- Bathory, regia di Juraj Jakubisko (2008)
- Land of the Lost, regia di Brad Silberling (2009)
- Incontrerai l'uomo dei tuoi sogni (You Will Meet a Tall Dark Stranger), regia di Woody Allen (2010)
- London Boulevard, regia di William Monahan (2010)
- Limitless, regia di Neil Burger (2011)
- Metamorphosis: Titian 2012, regia di Remi Weekes e Luke White – cortometraggio (2012)
- Good People, regia di Henrik Ruben Genz (2014)
- The Cleanse, regia di Bobby Miller (2016)
- I.T. - Una mente pericolosa (I.T.), regia di John Moore (2016)
- Sulphur and White, regia di Julian Jarrold (2020)
- Locked In, regia di Nour Wazzi (2023)

### Televisione
- G.B.H. – serie TV, 6 episodi (1991)
- Coronation Street – soap opera, puntate 3.265-3.269 (1991)
- Valle di luna (Emmerdale) – soap opera (1992)
- Medics – serie TV, episodio 3x03 (1993)
- The Imaginatively Titled Punt & Dennis Show – serie TV, episodio 2x01 (1995)
- Brookside – soap opera, 8 puntate (1993-1995)
- Racconti di mezzanotte (Tales from the Crypt) – serie TV, episodio 7x10 (1996)
- Cadfael - I misteri dell'abbazia (Cadfael ) – serie TV, episodio 2x03 (1996)
- Our Mutual Friend, regia di Julian Farino – miniserie TV, 4 puntate (1998)
- The Tribe, regia di Stephen Poliakoff – film TV (1998)
- Fields of Gold, regia di Bill Anderson – film TV (2002)
- Watermelon, regia di Kieron J. Walsh – film TV (2003)
- The Jury – serie TV, episodi 1x01-1x02 (2004)
- Perfect Strangers - Tutti i numeri dell'amore (Perfect Strangers), regia di Robin Shepperd – film TV (2004)
- Pushing Daisies – serie TV, 22 episodi (2007-2009)
- The Street – serie TV, episodi 3x02-3x03 (2009)
- I guardiani del tesoro (Treasure Guards), regia di Iain McDonald – film TV (2011)
- Neverland - La vera storia di Peter Pan (Neverland), regia di Nick Willing – miniserie TV, 2 puntate (2011)
- Without You – serie TV, episodi 1x01-1x02-1x03 (2011)
- Public Enemies – serie TV, episodi 1x01-1x02-1x03 (2012)
- American Odyssey – serie TV, 13 episodi (2015)
- Marcella – serie TV, 24 episodi (2016-2020)
- The Girlfriend Experience – serie TV, 7 episodi (2017)
- Butterfly – miniserie TV, 3 puntate (2018)
- Monarch - La musica è un affare di famiglia (Monarch) – serie TV, 11 episodi (2022)

## Doppiatrici italiane
Nelle versioni in italiano delle opere in cui ha recitato, Anna Friel è stata doppiata da:
- Rossella Acerbo in Salvi per un capello, Pushing Daisies, London Boulevard
- Federica De Bortoli in American Odyssey, Marcella, Monarch - La musica è un affare di famiglia
- Domitilla D'Amico in Goal! - Il film, Goal II - Vivere un sogno
- Claudia Catani in Land of the Lost, Neverland - La vera storia di Peter Pan, Locked In
- Cristina Giachero in The Land Girls - Le ragazze di campagna
- Franca D'Amato in Sogno di una notte di mezza estate
- Claudia Pittelli in Me Without You
- Alessia La Monica in Timeline - Ai confini del tempo
- Alessandra Cassioli in Incontrerai l'uomo dei tuoi sogni
- Barbara De Bortoli in I.T. - Una mente pericolosa
- Francesca Fiorentini in Limitless
- Francesca Manicone ne I guardiani del tesoro
- Cinzia Villari in Good People
- Perla Liberatori in The Girlfriend Experience
- Roberta Pellini in Butterfly